# Edward Downes
Edward Downes (Birmingham, Reino Unido, 17 de junio de 1924-Zúrich, Suiza, 10 de julio de 2009) fue un director de orquesta británico.
Distinguido director inglés que condujo la orquesta del Covent Garden durante 50 temporadas totalizando casi 1000 representaciones. Trabajó con la Orquesta Filarmónica de la BBC durante 40 años e inauguró la Ópera de Sídney, Australia.
Era director de la orquesta de la Radio de Holanda hasta 1983 y director emérito de la BBC.
Fue condecorado Sir en 1991.
Debido a su ceguera y condición física recurrió al suicidio asistido junto a su esposa Joan de 74 años aquejada de cáncer y con quien estuvo casado durante 54 años.
La pareja tuvo dos hijos, Caractacus y Boudicca.

## Trayectoria
Después de casi dos años estudiando dirección con Hermann Scherchen en Zúrich, Downes regresó a Inglaterra y se unió a la Carl Rosa Opera Company como repetidor. Después del cierre temporal de la compañía en 1951, Downes comenzó una larga y fructífera asociación con la Royal Opera House, Covent Garden en 1952 con su nombramiento como asistente del genial Rafael Kubelík. Comenzó a trabajar como repetidor y apuntador el mismo día que la legendaria Joan Sutherland comenzó en la compañía, siendo su primer encargo la nueva producción de Günther Rennert de Un ballo in maschera, seguida poco después como apuntador de Maria Callas en su debut en el Covent Garden en Norma con Vittorio Gui de director. Su siguiente trabajo fue cantar el papel de Tristán en los ensayos teatrales con John Barbirolli, a la espera de la llegada de Ludwig Suthaus, y luego enseñar a los cantantes locales en Elektra.
Su primera tarea como director fue tomar el relevo de John Barbirolli en La bohème en Bulawayo, mientras que en el Covent Garden comenzó en 1954 con Der Freischütz. La primera experiencia de Downes de dirigir una nueva producción se produjo por accidente cuando el eminente y anciano director francés Désiré-Émile Inghelbrecht demostró ser incapaz de mantener unido al conjunto, por lo que después del ensayo general, David Webster y el embajador francés en Londres persuadieron a Inghelbrecht para que se retirara y Downes se hizo cargo de la noche de estreno.
Downes siguió siendo miembro de la compañía durante 17 años, regresando anualmente como director invitado antes de asumir el puesto de Director Musical Asociado en 1991. Downes realizó al menos 950 representaciones de 49 óperas en el Covent Garden, incluyendo Ciclos del Anillo del Nibelungo en 1967, 1968 y 1971.
En otros lugares, se convirtió en el director musical de la Ópera Australiana en 1970, dirigiendo la primera representación operística en la Ópera de Sídney en 1973, el estreno australiano de Guerra y paz de Serguéi Prokófiev. Fue Director Titular de la Orquesta de la Radio de los Países Bajos hasta 1983. Si bien Downes trabajó con muchas de las orquestas sinfónicas del mundo, disfrutó de una relación especialmente larga con la Orquesta Filarmónica de la BBC (anteriormente, la Orquesta Sinfónica del Norte de la BBC), sirviendo como Director Principal Invitado, luego Director Titular, y finalmente como Director Emérito.

## Repertorio
Downes se destacó por su defensa de la música británica y también especialmente de la de Prokófiev y Verdi. Abogó por las sinfonías de George Lloyd  y estrenó obras de Alan Bush, Peter Maxwell Davies y Malcolm Arnold. Su pasión por Prokófief se sintió en las interpretaciones de las partituras de Prokófiev tanto importantes como las menos conocidas en todo el mundo. También dirigió el estreno británico de Guerra y Paz en un concierto en el Ayuntamiento de Leeds en 1967. En 1979 completó la orquestación de una ópera de Prokófiev en un acto, Maddalena; dirigió su primera grabación en 1979 y su estreno mundial en 1981.
La primera experiencia de Downes dirigiendo la música de Verdi se produjo cuando Rafael Kubelík se retiró de un Otelo en el Covent Garden y Downes dirigió la ópera sin ensayos. Se sintió en casa y luego defendió el renacimiento de Verdi en Inglaterra. Dirigió 25 de las 28 óperas de Verdi y tuvo la idea de interpretarlas todas a tiempo para el centenario de la muerte del compositor en 2001. Con Paul Findlay, Downes planeó un festival de Verdi para la Royal Opera House que cubriría todas las óperas de Verdi desde 1995 hasta 2001, presentando cuatro cada año, comenzando cada festival de cinco semanas con una obra principal, luego una reposición de una pieza de repertorio y después rarezas. Los planes incluían el uso de arias variantes y ballets. Sin embargo, los planes completos no se completaron y Downes lamentó no haber dirigido nunca Alzira, Un giorno di regno o, especialmente, Les vêpres siciliennes. El director dijo: "Parecía entender a Verdi como persona. Era un campesino. Tenía un pie en el cielo y otro en la tierra. Y por eso atrae a toda clase de personas, desde las que saben todo sobre música a aquellos que lo escuchan por primera vez.”
En los Proms de la BBC compartió plataforma con Pierre Boulez para el estreno en los Proms de Gruppen de Karlheinz Stockhausen en 1967, y dirigió los estrenos en los Proms de Die Jakobsleiter en 1968, Boris Godunov en 1971 y The Fiery Angel en 1991, así como los estrenos públicos de la Sinfonía n.º 6 de George Lloyd y obras de Roger Smalley, Elizabeth Maconchy y Jonathan Elias.